# Arquidiócesis de Sarajevo
La arquidiócesis de Sarajevo o de Vrhbosna (en latín: Archidioecesis Vrhbosnen(sis) o Seraien(sis) y en croata: Vrhbosanska nadbiskupija) es una circunscripción eclesiástica latina de la Iglesia católica en Bosnia y Herzegovina, sede metropolitana de la provincia eclesiástica de Sarajevo. La arquidiócesis tiene al arzobispo Tomo Vukšić como su ordinario desde el 29 de enero de 2022.

## Territorio y organización
La arquidiócesis extiende su jurisdicción sobre los fieles católicos de rito latino residentes en: 1) en la Federación de Bosnia y Herzegovina los cantones de Posavina, Tuzla, Zenica-Doboj, la casi totalidad de los cantones de Bosnia Central y Sarajevo, la parte norte del cantón de Podrinje Bosnio, y parte del cantón de Herzegovina-Neretva y del cantón 10; 2) en la República Srpska la región de Bijeljina, la casi totalidad de las regiones de Sarajevo-Romanija y Doboj, y pequeños sectores de las regiones de Trebinje y Bania Luka; 3) el distrito de Brčko.
La sede de la arquidiócesis se encuentra en la ciudad de Sarajevo, en donde se halla la Catedral del Corazón de Jesús. 
En 2020 la arquidiócesis estaba dividida en 155 parroquias. 
Es la única arquidiócesis de este país a la cual son sufragáneas las diócesis de Bania Luka, Mostar-Duvno, Trebinje-Marcana y Skopie.

## Historia
Originalmente, el territorio de la arquidiócesis actual pertenecía a la jurisdicción de la diócesis de Sirmio y de la arquidiócesis de Salona (hoy arquidiócesis de Split-Makarska).
Tras la invasión de los ávaros, la diócesis de Sirmio perdió su importancia y, en consecuencia, el territorio bosnio comenzó a gravitar en torno a las diócesis dálmatas.
La diócesis de Bosnia fue erigida en el siglo XI y originalmente era sufragánea de la arquidiócesis de Bar, pero circa 1120 ingresó a la provincia eclesiástica de Ragusa.
En la segunda mitad del siglo XII comenzó la influencia de los metropolitanos de Kalocsa, que se fortaleció con el traslado de la sede, circa 1250, de Brdo cerca de la actual Sarajevo a Đakovo en Eslavonia.
En 1429 el otomano conquistó la ciudadela que en 1461 se convirtió en la ciudad de Sarajevo. En 1463 toda Bosnia cayó bajo la ocupación otomana, que en 1537 llegó a conquistar Đakovo. La Iglesia católica resistió sobre todo gracias a la labor de los franciscanos, que celebraban en secreto y tenían muchos mártires entre sus filas. Mientras tanto, muchos católicos bosnios emigraron a Istria, Burgenland y algunos cruzaron el mar Adriático y se establecieron principalmente en Molise.
En 1735 se restableció la jerarquía católica con la erección del vicariato apostólico de Bosnia, que extendió su jurisdicción sobre toda la región de Bosnia y Herzegovina, con excepción de los territorios del sur sujetos a la sede de Trebinje. En 1846 el vicariato de Bosnia cedió una parte de su territorio para la erección del vicariato apostólico de Herzegovina.
En 1878, después de la victoria rusa sobre los otomanos, el Congreso de Berlín colocó las provincias otomanas de Bosnia y Herzegovina bajo la administración del Imperio austrohúngaro, cuya anexión formal se produjo en 1908. El vicariato apostólico fue elevado a arquidiócesis metropolitana por el papa León XIII con la bula Ex hac augusta del 5 de julio de 1881. Con esta bula se erigieron también las diócesis sufragáneas de Bania Luka y Mostar-Duvno. Esta última se originó a partir de la elevación del vicariato apostólico de Herzegovina y el 8 de julio de 1890 se le dio la diócesis de Trebinje-Marcana en administración perpetua.
En 1918 Bosnia pasó a integrarse al Reino de los Serbios, Croatas y Eslovenos (luego Yugoslavia).
Tras el fin del comunismo en Yugoslavia en 1990 y la independencia de Bosnia y Herzegovina el 2 de marzo de 1992 estalló la guerra de Bosnia, que produjo una limpieza étnica y la división de la diócesis entre la República Srpska y la Federación de Bosnia y Herzegovina. El número de católicos en la arquidiócesis de Sarajevo se ha reducido considerablemente, de unos 528 000 a unos 200 000.

## Episcopologio
- Matija Delivić, O.F.M. † (12 de diciembre de 1735-antes del 14 de noviembre de 1740 falleció)
- Pavao Dragičević, O.F.M. † (15 de diciembre de 1740-30 de junio de 1766 renunció)
- Marijan Bogdanović, O.F.M. † (17 de agosto de 1767-antes del 20 de noviembre de 1772 falleció)
- Marko Dobretić, O.F.M. † (12 de diciembre de 1772-antes del 4 de abril de 1784 falleció)
- Augustin Botoš-Okić, O.F.M. † (7 de mayo de 1784-1798)
- Grgo Ilijić, O.F.M. † (1 de junio de 1799-1 de marzo de 1813 falleció)
- Augustin Miletić, O.F.M. † (1 de marzo de 1813-18 de julio de 1831 falleció)
- Rafael Barišić, O.F.M.Obs. † (24 de marzo de 1832-24 de marzo de 1846 renunció)
  - Andrea Karačić, O.F.M.Obs. † (1851?-1853?) (provicario)
- Marian Šunić, O.F.M.Obs. † (3 de octubre de 1854-28 de septiembre de 1860 falleció)
- Sebastiano Franković, O.F.M.Obs. † (24 de marzo de 1861-30 de octubre de 1864 falleció)
- Paskal Vujcic, O.F.M. † (6 de agosto de 1866-1881 renunció)
- Josip Stadler † (18 de noviembre de 1881-11 de diciembre de 1918 falleció)
- Ivan Šarić † (2 de mayo de 1922-16 de julio de 1960 falleció)
- Marko Alaupović † (7 de septiembre de 1960-13 de enero de 1970 retirado[2])
- Smiljan Franjo Čekada † (13 de enero de 1970 por sucesión-18 de enero de 1976 falleció)
- Marko Jozinović † (27 de junio de 1977-19 de abril de 1990 renunció)
- Vinko Puljić (19 de noviembre de 1990-29 de enero de 2022 retirado)
- Tomo Vukšić, por sucesión desde el 29 de enero de 2022

## Estadísticas
De acuerdo al Anuario Pontificio 2021 la arquidiócesis tenía a fines de 2020 un total de 162 711 fieles bautizados.
| Año                                                                             | Población            | Población | Población      | Sacerdotes | Sacerdotes    | Sacerdotes    | Bautizados por sacerdote | Diáconos permanentes | Religiosos | Religiosos | Parroquias |
| Año                                                                             | Bautizados católicos | Total     | % de católicos | Total      | Clero secular | Clero regular | Bautizados por sacerdote | Diáconos permanentes | Varones    | Mujeres    | Parroquias |
| ------------------------------------------------------------------------------- | -------------------- | --------- | -------------- | ---------- | ------------- | ------------- | ------------------------ | -------------------- | ---------- | ---------- | ---------- |
| 1950                                                                            | 352 000              | 1 225 000 | 28.7           | 272        | 113           | 159           | 1294                     |                      | 228        | 605        | 108        |
| 1969                                                                            | 431 000              | 1 940 000 | 22.2           | 241        | 81            | 160           | 1788                     |                      | 169        | 273        | 108        |
| 1980                                                                            | 456 462              | 2 249 266 | 20.3           | 313        | 125           | 188           | 1458                     |                      | 266        | 371        | 128        |
| 1990                                                                            | 527 610              | 2 579 436 | 20.5           | 318        | 135           | 183           | 1659                     |                      | 252        | 221        | 138        |
| 1999                                                                            | 209 506              | 1 750 000 | 12.0           | 302        | 120           | 182           | 693                      |                      | 244        | 224        | 147        |
| 2000                                                                            | 201 567              | 1 800 000 | 11.2           | 312        | 124           | 188           | 646                      |                      | 251        | 237        | 147        |
| 2001                                                                            | 210 140              | 1 800 000 | 11.7           | 315        | 132           | 183           | 667                      |                      | 251        | 247        | 147        |
| 2002                                                                            | 215 025              | 1 900 000 | 11.3           | 328        | 138           | 190           | 655                      |                      | 247        | 248        | 147        |
| 2003                                                                            | 217 921              | 1 900 000 | 11.5           | 325        | 140           | 185           | 670                      |                      | 241        | 243        | 147        |
| 2004                                                                            | 215 482              | 1 950 000 | 11.1           | 324        | 140           | 184           | 665                      |                      | 240        | 249        | 148        |
| 2010                                                                            | 198 012              | 1 960 000 | 10.1           | 346        | 165           | 181           | 572                      |                      | 236        | 256        | 151        |
| 2014                                                                            | 192 467              | 1 900 000 | 10.1           | 332        | 152           | 180           | 579                      |                      | 220        | 250        | 155        |
| 2017                                                                            | 162 711              | 2 000     | 8.1            | 337        | 151           | 186           | 482                      | 1                    | 226        | 230        | 155        |
| 2020                                                                            | 162 711              | 2 000     | 8.1            | 337        | 151           | 186           | 482                      | 1                    | 226        | 230        | 155        |
| Fuente: Catholic-Hierarchy, que a su vez toma los datos del Anuario Pontificio. |                      |           |                |            |               |               |                          |                      |            |            |            |